# Oostenburg

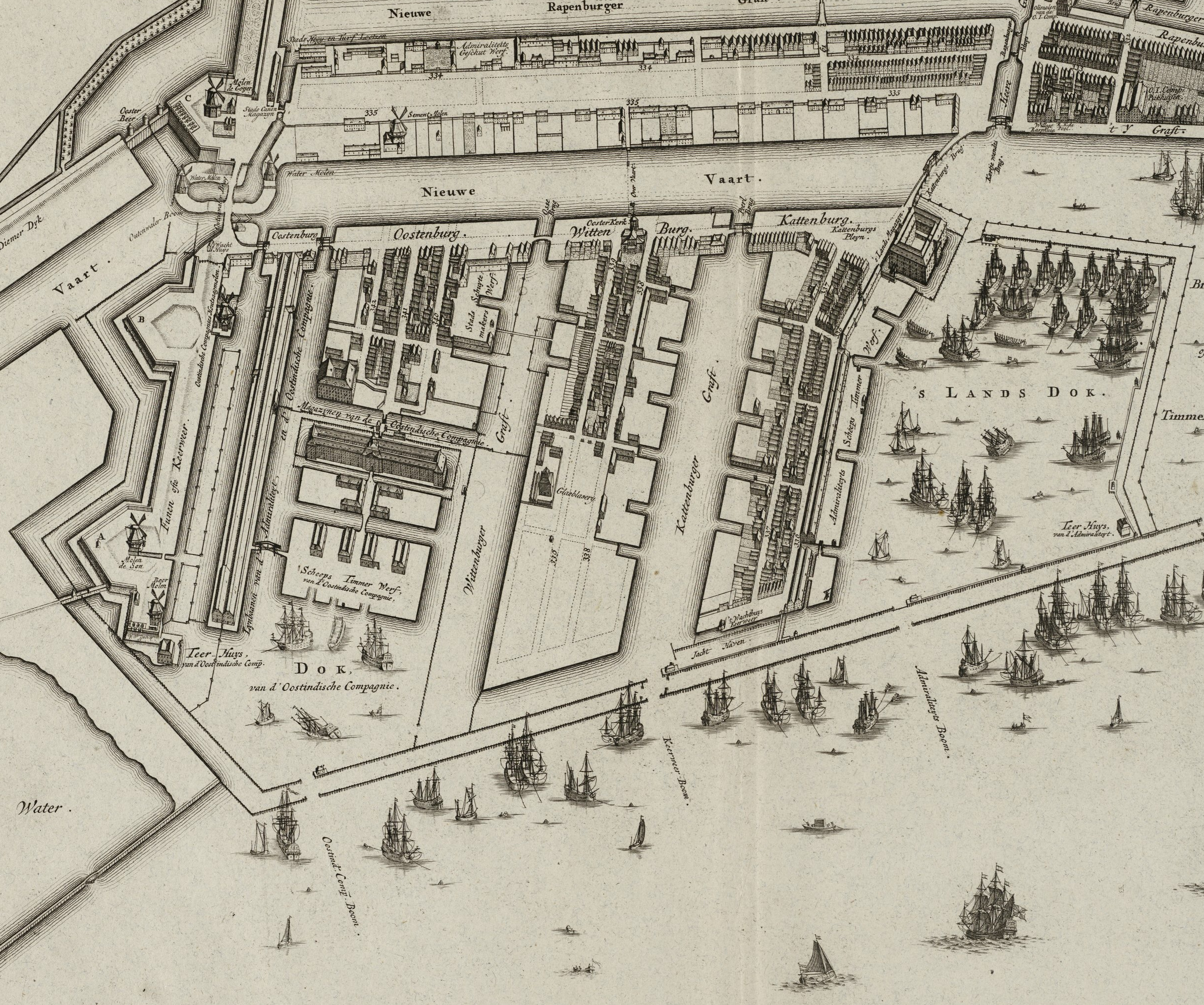
Kaart van de Oostelijke Eilanden in 1782; links ligt Oostenburg met het VOC-magazijn overdwars op het eiland.

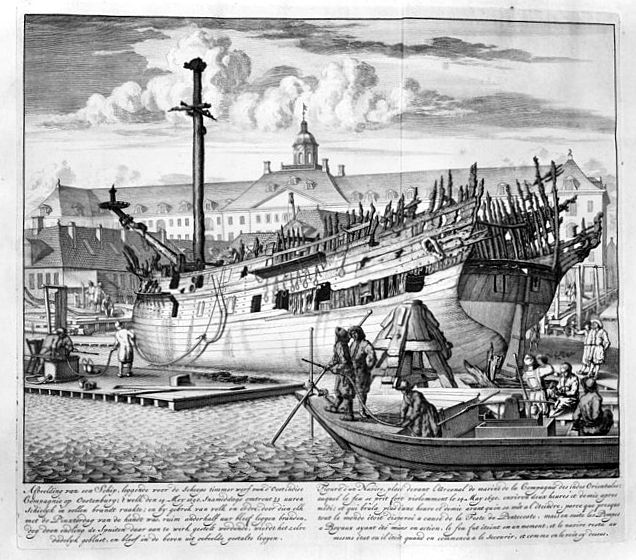
Tekening van het scheepswerfterrein op Oostenburg.

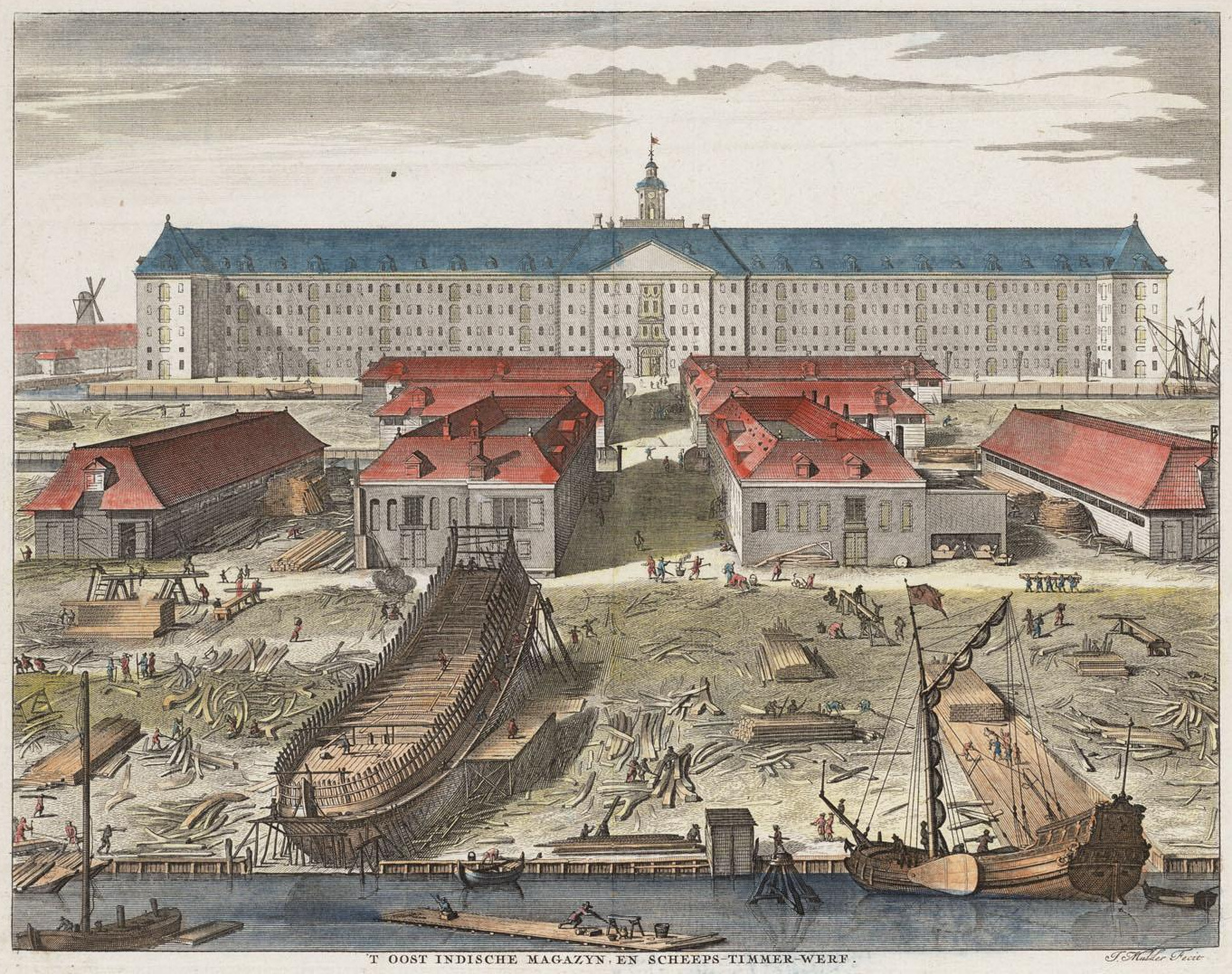
Gezicht op het Oost-Indisch Zeemagazijn te Amsterdam (1726).

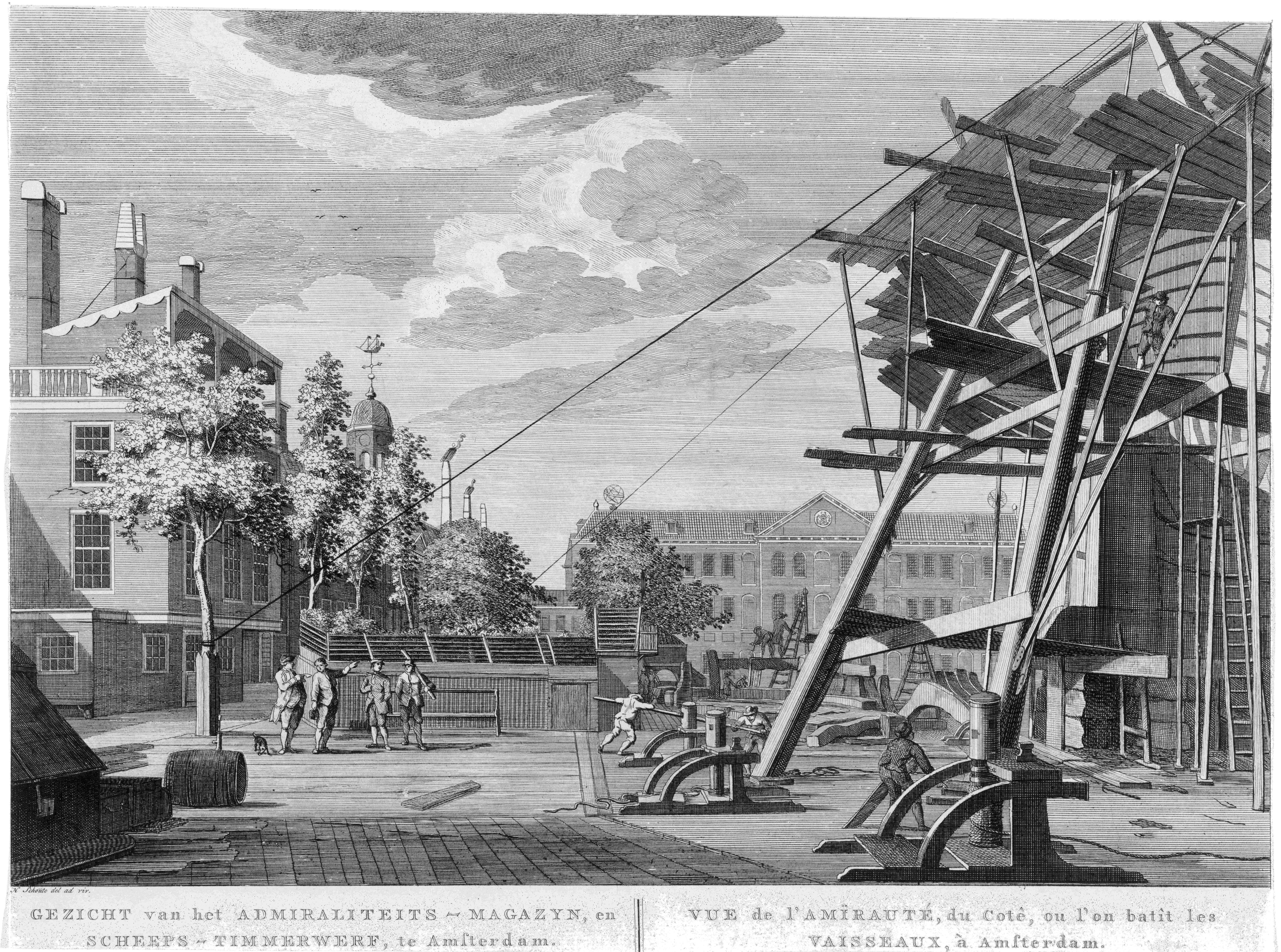
Scheepswerf op Oostenburg, Amsterdam, prent van Hermanus Petrus Schouten, (c. 1762-1822).

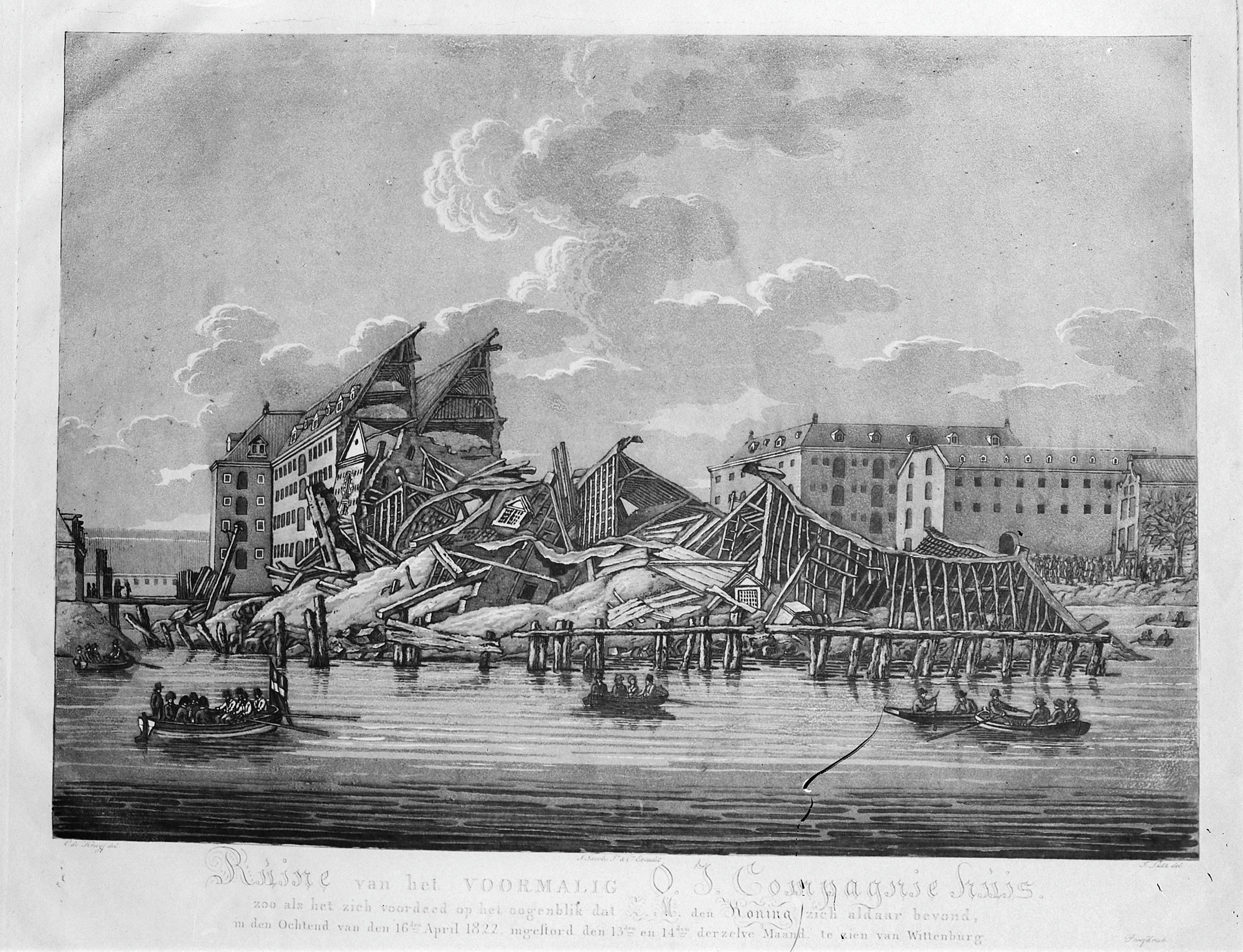
Prent van de ruïne van het voormalig Oost-Indisch Zeemagazijn, gezien vanaf Wittenburg, 14 april 1822.

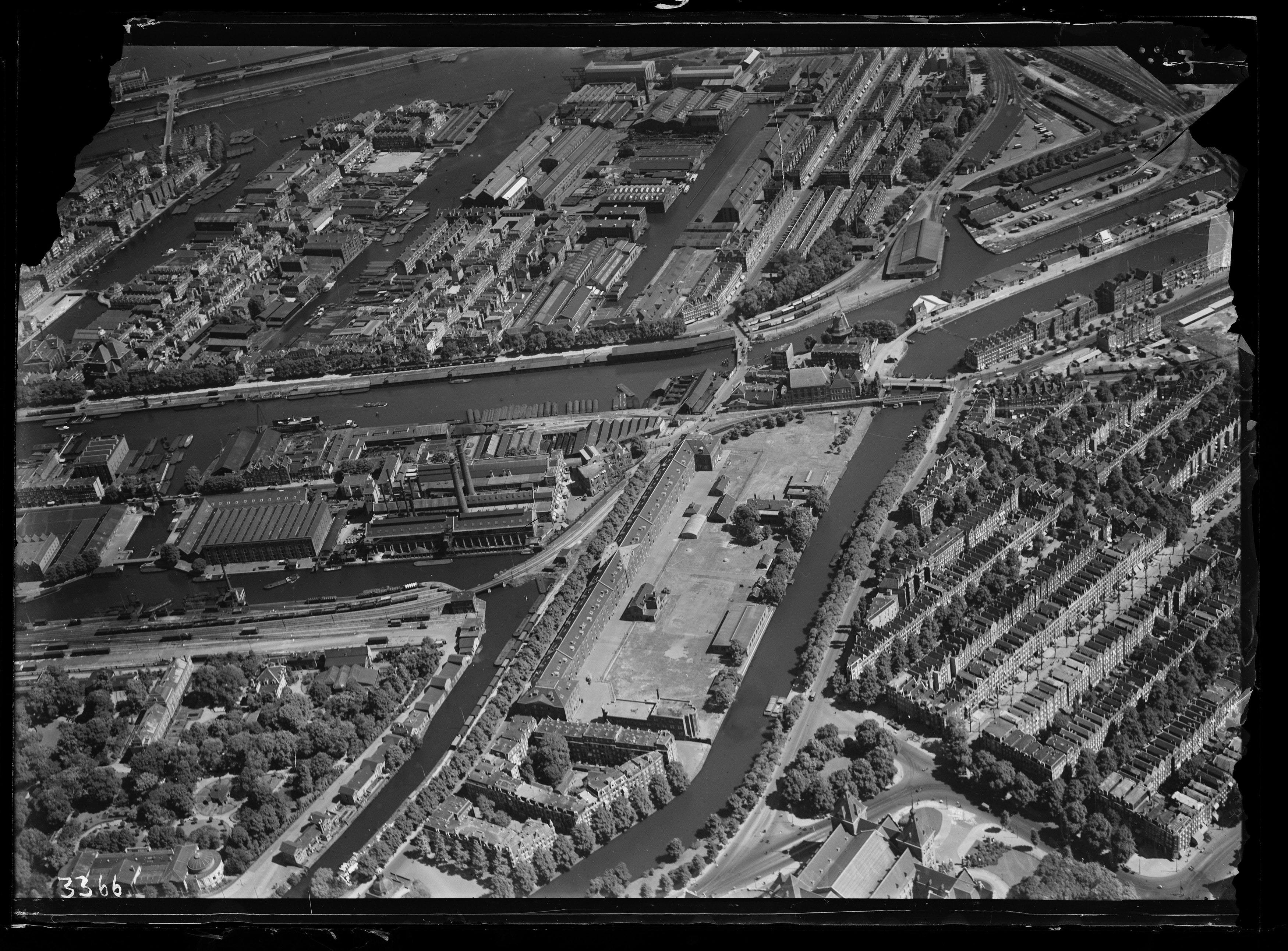
Luchtfoto van de Oostelijke Eilanden, met in het midden Oostenburg; circa 1930.

Oostenburg is een van de drie Oostelijke Eilanden in Amsterdam, die in de tweede helft van de 17e eeuw in het moeras langs het IJ werden aangeplempt. Het ligt tussen het eiland Wittenburg (Wittenburgervaart) en de Czaar Peterbuurt (Oostenburgervaart). De naam van het eiland wordt verklaard door de meest oostelijke ligging ten opzichte van Kattenburg en Wittenburg. Door het dempen van een deel van de Oostenburgervaart is Oostenburg aan de oostzijde tegenwoordig via het Oostenburgerpark verbonden met de in de 19e eeuw gebouwde Czaar Peterbuurt.

## Geschiedenis

### 17e en 18e eeuw
In 1658 maakte stadslandmeter Cornelis Danckerts de Rij het eerste ontwerp voor Oostenburg. In 1660 kwam er een nieuw ontwerp, met de uiteindelijk uitgevoerde drie rechthoekige eilanden. Het eiland werd opgehoogd met bagger uit de in de omgeving gegraven grachten. In 1661 kocht de Vereenigde Oostindische Compagnie het pas aangeplempte eiland Oostenburg aan het IJ. Dat jaar werden de enorme houtzagerij en een 500 meter lange lijnbaan voor het slaan van touw opgeleverd. Het waren de eerste onderdelen van wat in die tijd het grootste industriële bedrijf ter wereld zou gaan worden. Aan de noordkant kwamen drie grote scheepshellingen. Oostenburg werd in 1665 door de VOC in gebruik genomen: scheepswerven en magazijnen werden er ingericht. Het gehele eiland werd gedomineerd door pakhuizen en werven van de VOC, die er ruim twee eeuwen heeft gefunctioneerd. Deze bedrijvigheid vormde die jaren het centrum van de internationale handelsmetropool Amsterdam, met als hart van alles het grote VOC-pakhuis, het Oost-Indisch Zeemagazijn uit 1661-1663, dwars gebouwd over het gehele eiland Oostenburg.
Het Oost-Indisch Zeemagazijn had vier verdiepingen en was ontworpen door stadsarchitect Daniël Stalpaert, die ook het eerder gebouwde 's Lands Zeemagazijn van de Admiraliteit (marine) ontwierp (het huidige Scheepvaartmuseum). Het VOC-magazijn had een lengte van 215 meter en was 25 meter diep; de hoogte onder de nok was 22,5 meter. In het magazijn lagen de geurige en kostbare specerijen uit Azië, die de VOC-schepen naar Nederland aanvoerden. Beneden was een slachthuis ingericht; op een van de zolders de zeilmakerij. Achter het grote magazijn aan de IJ-zijde (noordzijde) lagen de werven, hellingen, werkplaatsen en loodsen. Een belangrijk gebouw was de 'houtstoof' waar de planken gebogen werden voor de ronde scheepsrompen. Het gebouw lag op een veilige afstand apart van de andere gebouwen, aan het water, vanwege brandgevaar. Zo ook het magazijn waar de pek (teer) werd gesmolten om de naden te dichten van de houten schepen. De baas van de werf was de equipagemeester, die op het terrein woonde, in een grote dienstwoning. De andere ongeveer 1.300 werknemers, zoals scheepstimmerlieden, blokkenmakers, smeden en zeilmakers, woonden dicht bij de werf, aan de zuidkant van het eiland waar de woningen waren gebouwd.
De Verenigde Oost-Indische Compagnie beschikte in Nederland over zes werven: in Amsterdam, Hoorn, Enkhuizen, Delft, Rotterdam en Middelburg. De Amsterdamse werf op Oostenburg was veruit de grootste en belangrijkste. Ongeveer de helft van tussen 1602 en 1799 gebouwde VOC-schepen (gerekend in tonnage) werd in Amsterdam op stapel gezet. De bouw van een Spiegelretourschip duurde anderhalf jaar; dit was het belangrijkste type transportschip van de VOC - een zeilschip voor vervoer van goederen en personen van en naar o.a. Batavia. Jaarlijks werden in Amsterdam drie van zulke schepen gebouwd; daarna ging het schip zo'n vijftien jaar mee. Tussen 1665 en 1799 liepen er in Amsterdam circa 500 schepen van stapel. Vanaf 1614 al kende de VOC drie klassen van spiegelretourschepen. De grootste klasse was een schip met een lengte van 42,25 meter (150 Amsterdamse voet) die op Oostenburg werden gebouwd; later kwamen er schepen met nog grotere afmetingen.
In 1697 liep tsaar Peter de Grote vier maanden stage op Oostenburg, waar hij op de werf van de VOC schepen leerde bouwen.
Het zuidelijke deel van Oostenburg (ten zuiden van de Oostenburgerdwarsvaart) werd bestemd voor woningen. Hier lagen drie evenwijdige smalle straten, de Oostenburger Voorstraat, Middenstraat en Achterstraat. In 1663 werden de kavels verkocht voor bebouwing. Op de hoek van de Oostenburgergracht en de Wittenburgervaart lag de Stads Schuitenmakerswerf.

### 19e eeuw
Na de opheffing van de Vereenigde Oostindische Compagnie (VOC) in 1799 werd het Oost-Indisch Zeemagazijn in gebruik genomen als opslagplaats van granen. Door achterstallig onderhoud en een te zware last stortte in 1822 het magazijn in en werden de resten ervan gesloopt.
Het noordelijk deel van het eiland werd geheel in beslag genomen door de nieuwe industriële bedrijvigheid. Werkspoor was het eerste moderne industriële bedrijf dat zich vestigde op Oostenburg. Het bedrijf was al opgericht in 1826 door Paul van Vlissingen als reparatiewerkplaats voor stoommachines voor de Amsterdamse Stoombootmaatschappij, waarvan hij de medeoprichter was. In 1827 werd een voormalige rokerij van de VOC gehuurd om uit te breiden. Nadat Abraham Dudok van Heel (1802-1873) in 1828 compagnon was geworden, kreeg het bedrijf de naam 'Fabriek van Stoom- en andere werktuigen, Paul van Vlissingen & Dudok van Heel', later omgezet in Werkspoor. Omstreeks 1850 was het bedrijf de grootste machinefabriek van Nederland; het telde toen circa 1000 werknemers. Men vervaardigde er onder meer stoommachines, stoomketels en machinerieën voor de suikerindustrie, en van 1843 tot 1846 ook enkele stoomlocomotieven. De eraan verbonden smidse en werkplaats groeiden vanaf 1870 uit tot een fabriek van stoommachines. In 1897 kreeg het inmiddels Werkspoor geworden bedrijf een order van de Nederlandsch-Zuid-Afrikaansche Spoorwegmaatschappij voor 40 locomotieven en 400 goederenwagons. Daartoe werden in 1897 op Oostenburg drie grote fabriekshallen gebouwd - naast elkaar liggend, aan de Oostenburgergracht, ontworpen door de architect A.L. van Gendt: de zogenoemde 'Van Gendthallen'. In 1913 verhuisde de fabricage van spoorwegmaterieel en staalconstructies naar Zuilen bij Utrecht.
De Nederlandsche Scheepsbouw Maatschappij werd op 25 augustus 1894 opgericht door het vermogende Kamerlid Jacob Theodoor Cremer, oud-directeur van de Deli Maatschappij. Hij was het jaar ervoor benaderd door de werklieden van Oostenburg, die na het teloorgaan van de scheepswerf van Paul van Vlissingen in 1891 werkloos waren geworden. Hij nam de werf aan de Conradstraat over, maar zonder de fabriek van stoommachines, die vervolgens eigendom werd van Werkspoor. Cremer haalde de toenmalige eigenaar van de werf Het Kromhout over om de NSM te gaan leiden; deze Daniël Goedkoop had al een ruime ervaring in de scheepsbouw en zou de werf 25 jaar leiden. De werkplaats van Het Kromhout brandde af en op die plaats werd een moderne machinefabriek gebouwd. De 'Vulcanus' was in 1910 de eerste tanker ter wereld die werd aangedreven door dieselmotoren, gebouwd op de NSM-werf op Oostenburg. Naarmate de schepen groter werden, ontstonden er ruimteproblemen in het Amsterdamse Oosterdok. Bij het gereedkomen van de 'Rembrandt' moest het waterpeil dusdanig worden verhoogd dat de kelders op het Rokin onder water stonden. De situatie was onhoudbaar en in 1919 werd besloten tot de bouw van een nieuwe werf aan de overkant van het IJ.
Als een van de eersten in Nederland riep sociaal predikant Ottho Heldring (1804-1876) in zijn boek over armoede uit 1844 op tot sociale woningbouw. Een aantal van zijn Amsterdamse vrienden, onder wie de doopsgezinde bankier C.P. van Eeghen (1816-1889), volgden en richtten in 1852 de eerste Nederlandse woningbouwvereniging op: de Vereeniging ten behoeve der Arbeidersklasse te Amsterdam, de VAK. Deze gaf aandelen uit van het toen kapitale bedrag van 2.000 gulden, wat werd geïnvesteerd in goede, goedkope woningen. Tijdens de eerste vergadering werd al besloten om een terrein aan te kopen op Oostenburg, aan de Oostenburgermiddenstraat; hier stond een afgedankt gebouw van de VOC. Na de sloop was al in 1853 het eerste blok huizen gereed: 18 woningen met elk twee ruime vertrekken, voorzien van privaat (toilet), gootsteen en ijzeren ledikant. Dit was een van de eerste vormen van sociale woningbouw in Amsterdam. In 1917 werd het blokje aan Werkspoor verkocht, omdat het opknappen van de woningen te duur bleek voor de Vereeniging; het werd verbouwd tot bedrijfsruimte voor de fabriek op het voormalige VOC-terrein. De iets latere sociale woningbouw van die tijd aan de Nieuwe Oosterburgerstraat is gehandhaafd en gerestaureerd.
Het zuidelijke deel van Oostenburg werd de locatie voor woningen, zoals de 19e-eeuwse woningblokken langs de Oostenburgervoorstraat, de Nieuwe Oostenburgerstraat en de Oostenburgerdwarsstraat. Op dit deel van Oostenburg werden enkele oude bedrijfspanden gesloopt en in de jaren 1880-'90 vervangen door sociale woningbouw. Hierdoor is een klein wijkje ontstaan tussen Oostenburgergracht en het voormalige Werkspoorterrein. Slechts enkele bedrijfsgebouwen zijn blijven staan, waaronder:
- de pakhuizen van de Admiraliteitslijnbaan en de Lijnbaan van de Verenigde Oost-Indische Compagnie aan de Oostenburgergracht; hier was van 1950 tot 2012 het Werkspoormuseum gevestigd;
- het voormalig Oost-Indisch Pakhuis aan de Oostenburgervoorstraat, bij de voltooiing in 1721 door de VOC omschreven als "een zeer treffelijk Pakhuis van ongelovelijke dikke muren, bekwaam eeuwen te staan"; sinds 1998 is het als "Pakhuis Oostenburg" in gebruik als appartementencomplex.

### 20e en 21e eeuw
Het in 1878 aangelegde spoorwegemplacement Oostenburgergracht langs de Nieuwe Vaart werd na de oorlog niet meer gebruikt en opgebroken. In 1952 werd dit vervangen door een brede asfaltweg, ook wel Eilandenboulevard genoemd. Deze weg verving de smalle straat langs de Kattenburgergracht, Wittenburgergracht en Oostenburgergracht, waarover tot dan al het verkeer langs ging, inclusief de trams tussen 1884 en 1938. Sinds 1952 vormt de weg een belangrijke doorgaande verbinding voor het verkeer vanuit Amsterdam-Oost naar het Centraal Station.
In februari 1953 werd het Wederopbouwplan Oostelijke Eilanden vastgesteld. In dit plan zou Kattenburg een woongebied blijven, Wittenburg werd gedeeltelijk voor wonen en gedeeltelijk voor bedrijven bestemd en Oostenburg zou volledig een industrieterrein gaan worden. Aan het einde van de twintigste eeuw waren ook de meeste bedrijven van Wittenburg verdwenen. Op Oostenburg heeft de industrie (Werkspoor) zich niet uitgebreid, maar werd deze vervangen door wonen en andere bedrijven. Op Oostenburg neemt bedrijfsbebouwing een groot oppervlakte in, waardoor het eiland ten opzichte van de omringde buurten relatief minder woningbouw heeft. De meeste oude woningbouw werd in de jaren zeventig en tachtig gesloopt en vervangen door nieuwbouw.
Het eiland is door de Oostenburgerdwarsvaart in tweeën gedeeld: het woongebied Oostenburg-Zuid en het voormalige Werkspoor-terrein op Oostenburg-Noord, verbonden door een smalle ophaalbrug, de Werkspoorbrug. Op Oostenburg-Noord bevinden zich de Van Gendthallen en het INIT-gebouw.

## Afbeeldingen

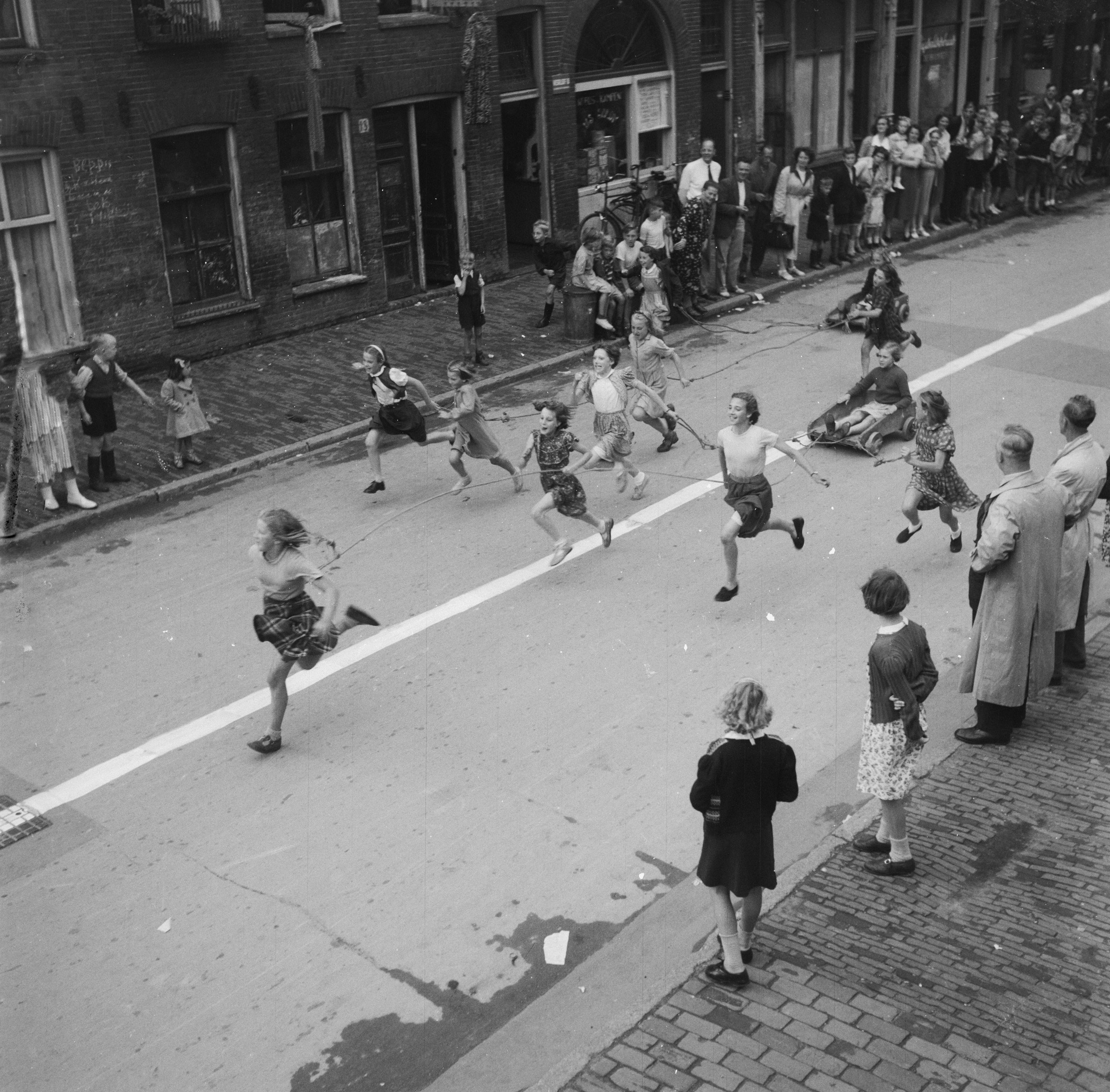
Lorriewedstrijden op Oostenburg, 11 juli 1951; fotograaf, J.D. Noske
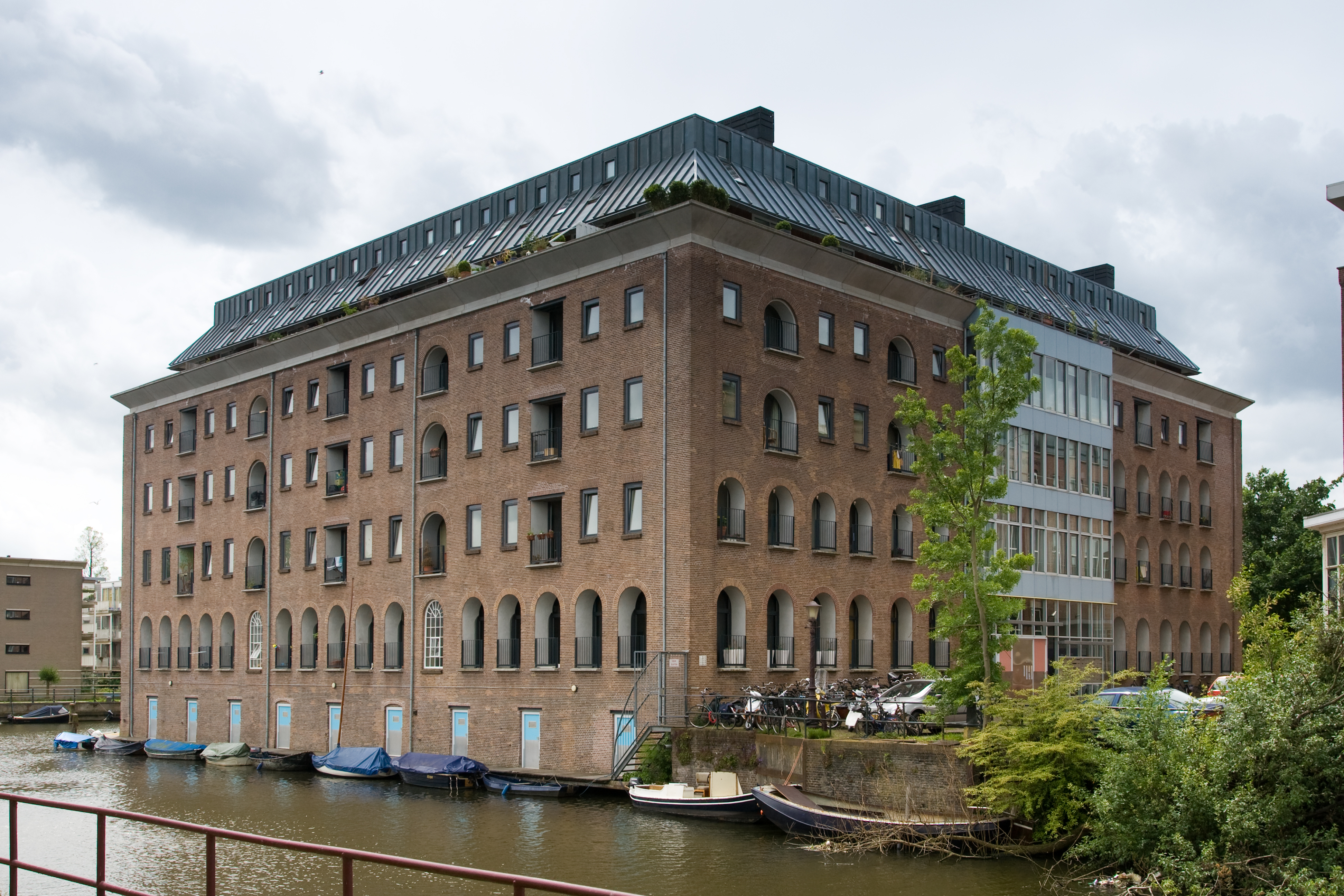
Het voormalige Oost-Indisch pakhuis van de VOC. Nu een appartementencomplex.
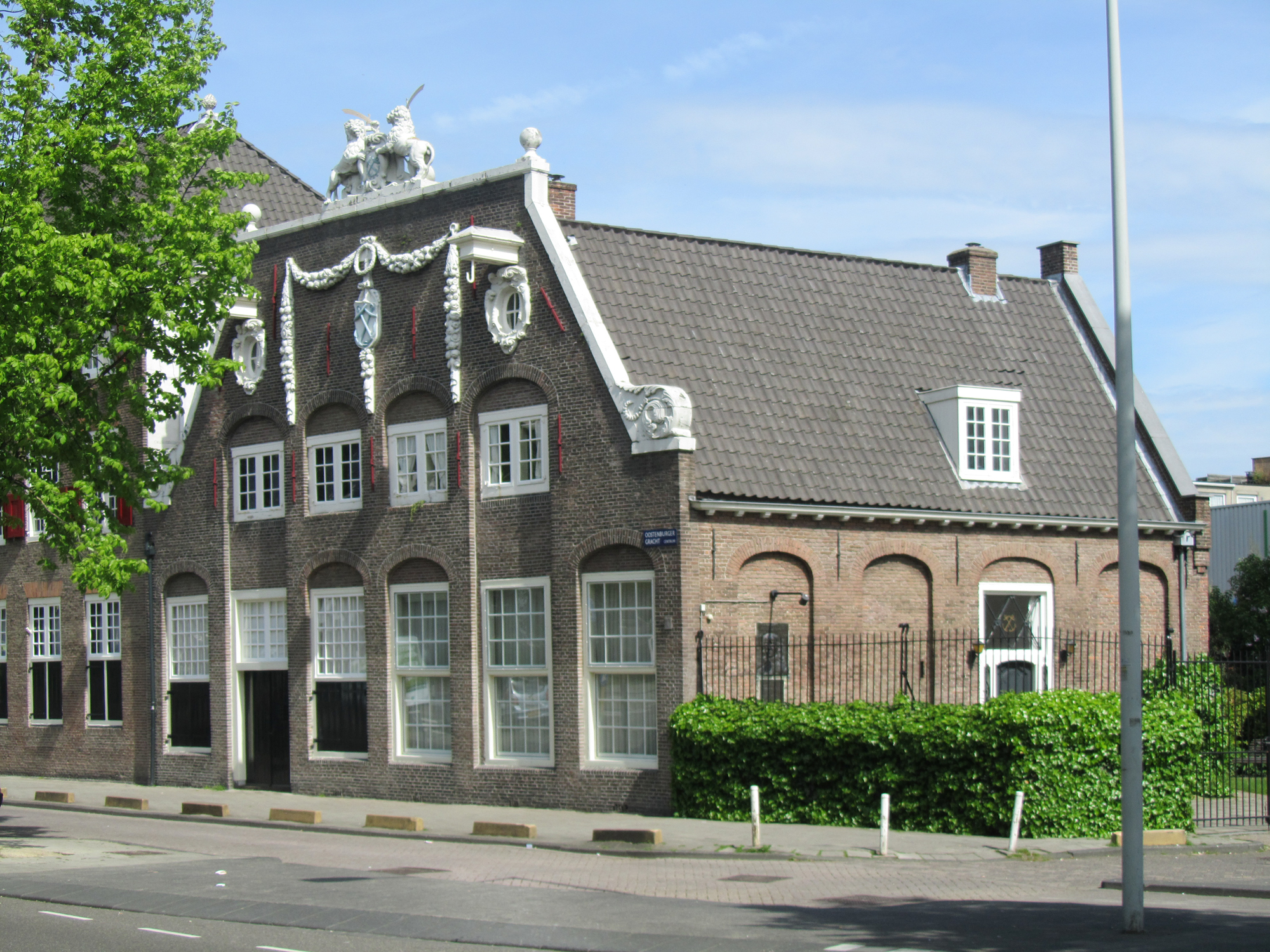
De voormalige Admiraliteitslijnbaan aan de Oostenburgergracht. Van 1950 tot 2012 Werkspoormuseum.
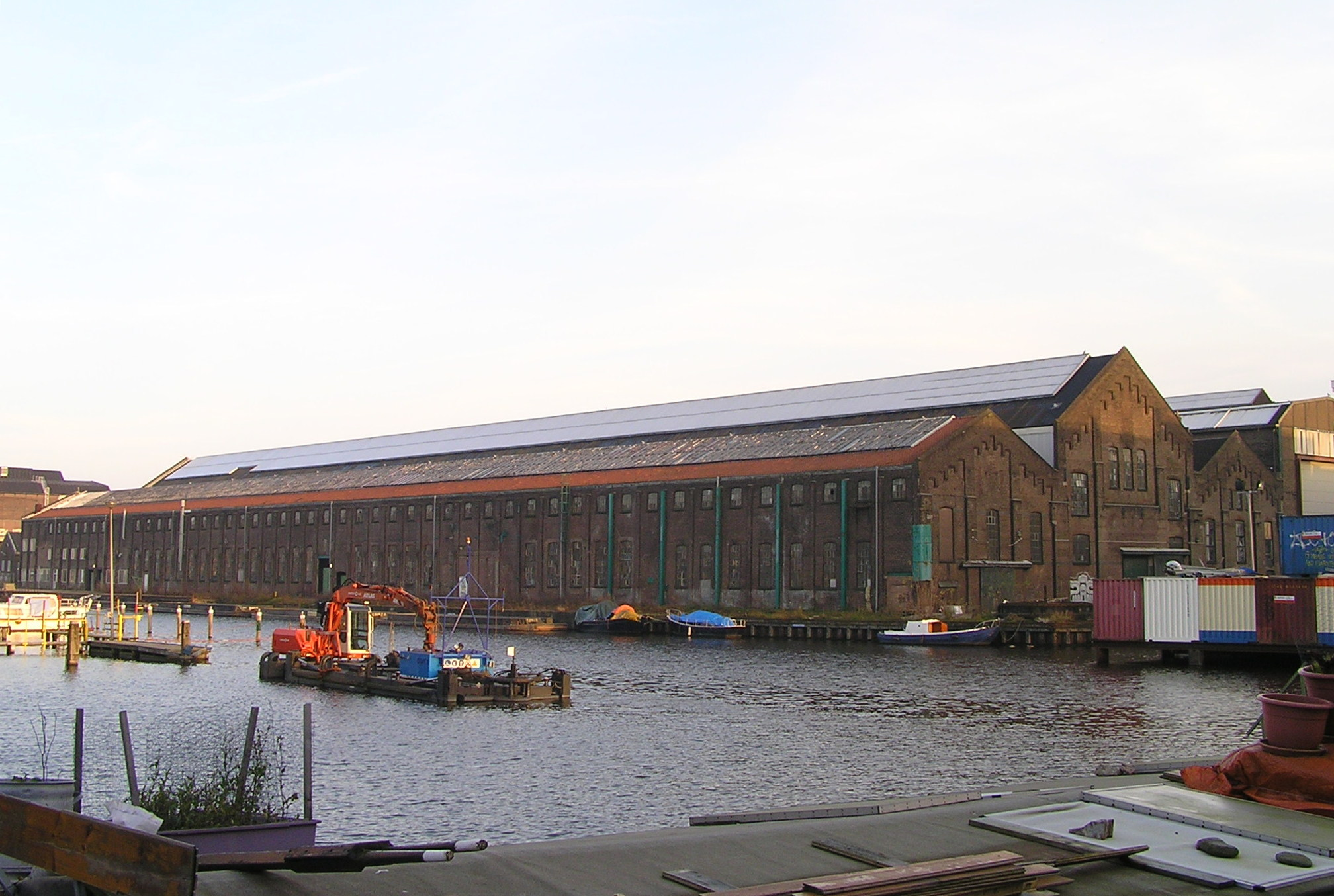
De Van Gendthallen van Werkspoor op Oostenburg.
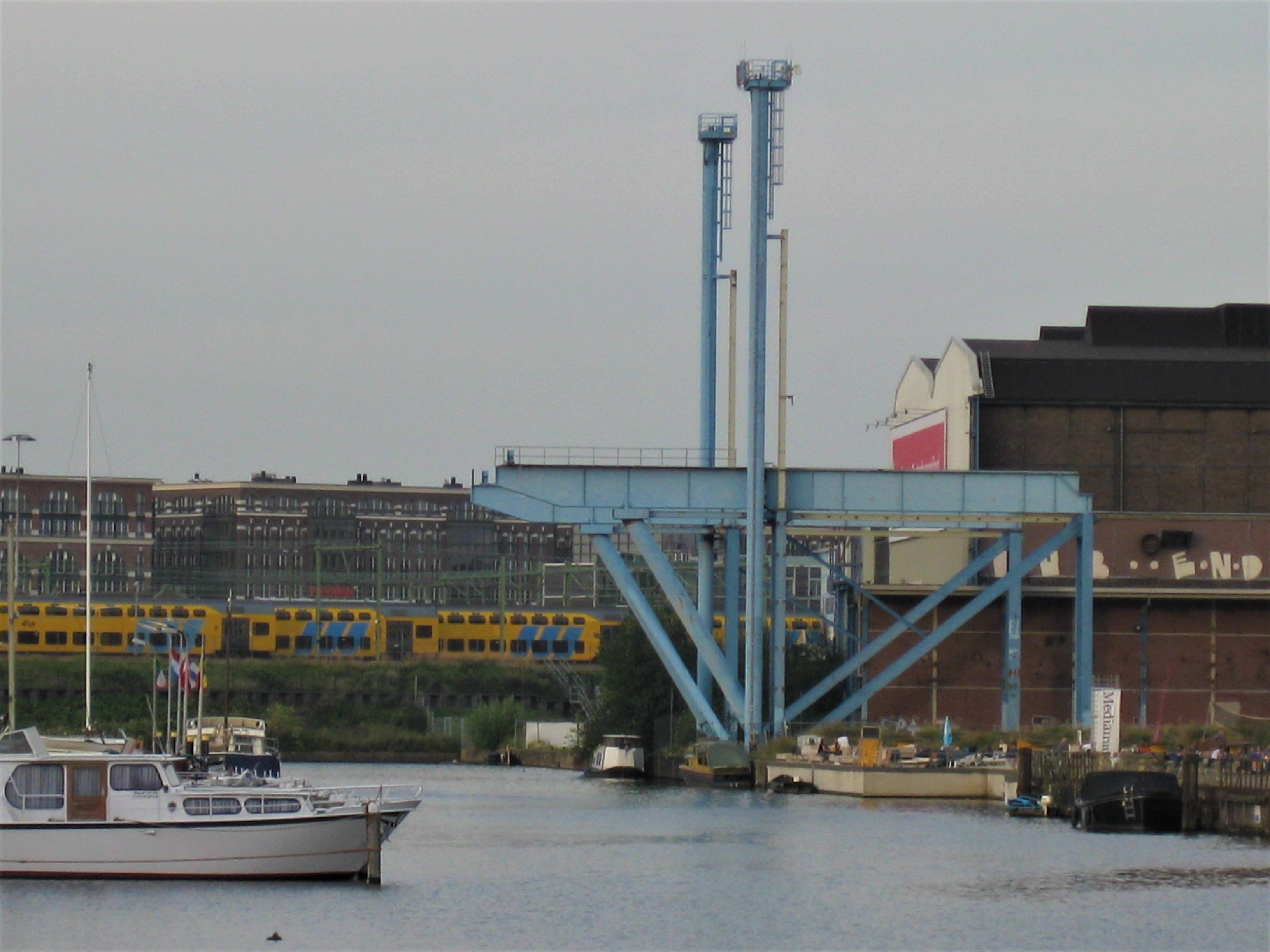
Blauwe kraanbokken aan de VOC-kade.
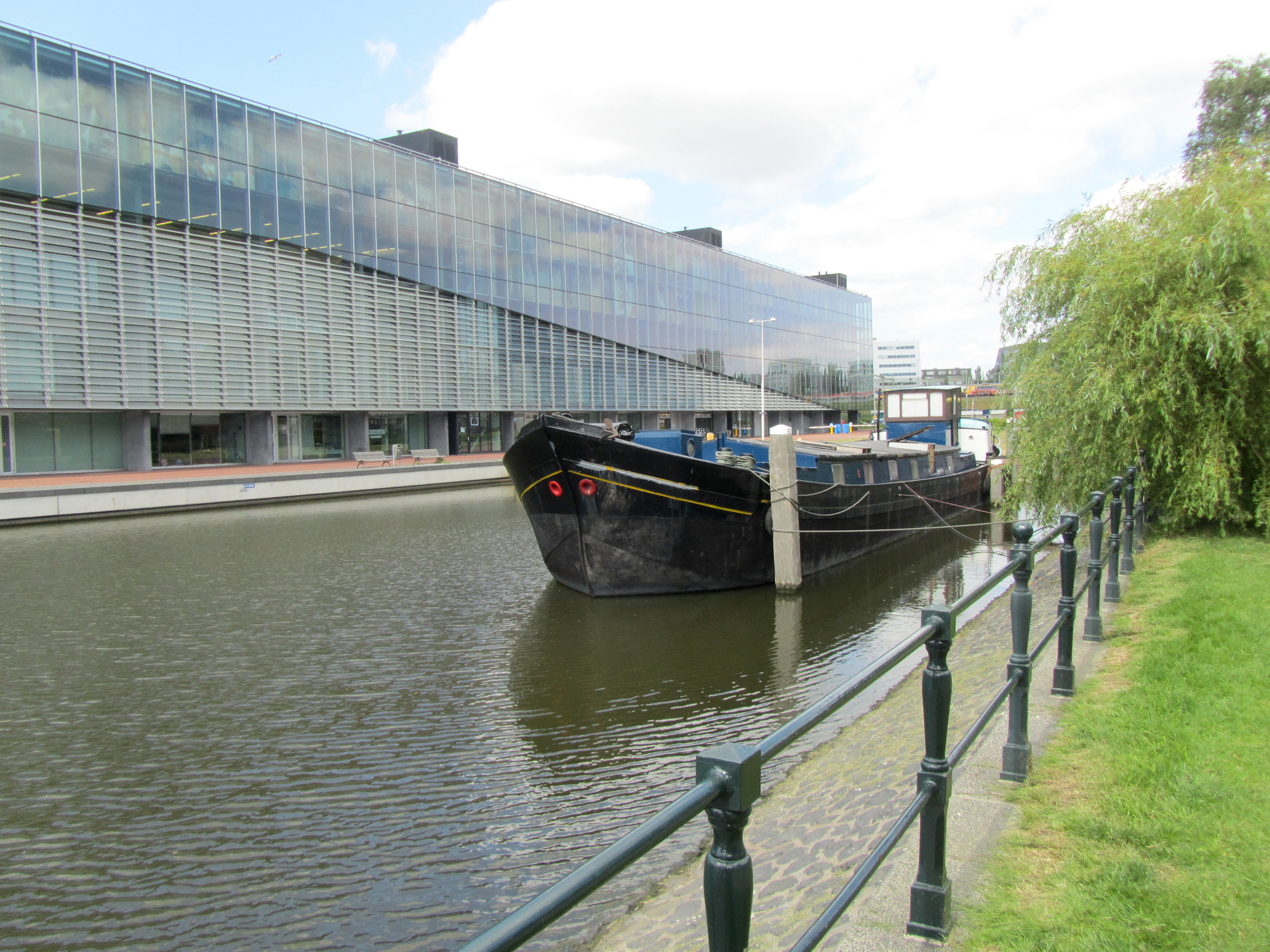
De Oostenburgervaart en het INIT-gebouw.